# 르완다 집단학살
르완다 집단학살(Genocide in Rwanda)이란 1994년 르완다에서 르완다 내전 중에 벌어진 후투족에 의한 투치족과 후투족 중도파들의 집단 학살을 말한다. 4월 6일부터 7월 중순까지 약 100여일간 최소 50만명이 살해당했으며 대부분의 인권 단체들은 약 80만명에서 100만명이 살해당했다고 주장한다. 이 수치는 당시 투치족의 약 7할, 전체 르완다 인구의 약 2할에 해당한다. 현재 르완다 정부는 이 학살에서 100일 동안 1,174,000명이 살해당한 것으로 추정하고 있으며 이것은 1일당 1만명, 1시간당 400명, 1분당 7명이 살해당한 것과 같다. 당시 학살에서 살아남은 생존자들은 로마 가톨릭교회 사제들과 수녀들에 의해 희생된 사람이 많았다고 전했고, 르완다 정부는 희생자 대부분이 도피했던 가톨릭 교회에서 숨졌다고 밝혔다.
집단학살은 Akazu라고 알려진 정치 엘리트 집단에 의해서 계획되었다. 이 집단의 구성원 중 다수는 당시 정부의 요직을 차지하고 있었다. 르완다 군대의 간부, 국가 경찰(gendarmerie), 정부의 지원을 받는 무장 조직이었던 Interahamwe과 Impuzamugambi, 그리고 후투족 민간인 등이 가해자가 되었다.
집단학살은 르완다 내전을 배경으로 한다. 내전은 1990년, 후투족 정부와 후투족의 폭력으로 인해 우간다로 피신해야 했던 투치족 난민들로 구성된 르완다 애국전선의 충돌로 시작되어 현재까지도 계속되고 있다. 쥐베날 하브자리마나의 후투족 정부에 가해진 국제 사회의 압력은 1993년 휴전을 이끌어냈다. 이에 대한 후속 조치로서 아루샤 합의가 이루어졌으며, 이로써 후투족과 애국전선이 권력을 나누어 가지는 형태의 정부가 탄생했다. 이 합의는 Akazu를 포함한 많은 보수적인 후투족들에게 적의 요구를 인정하는 것이라고 생각되어 많은 반발을 불러일으켰다. 또한 애국전선의 군사활동은 소위 "후투 파워" 이념에 대한 후투족 대중의 지지를 강화시켰는데, 이 이념은 애국전선이 투치족 왕국을 부활시키고 후투족을 노예로 삼는 것을 노리는 외부 세력이라고 간주하여 종족 간 심한 대립을 야기했다.
1994년 4월 6일, 르완다 대통령이었던 하브자리마나와 부룬디 대통령이었던 시프리앵 은타랴미라가 타고 있던 비행기가 키갈리에서 하강하던 중 격추되어 탑승자 전원이 사망했다. 집단 학살은 바로 그 다음날 시작되었다. 군인과 경찰, 민병대는 재빠르게 투치족 핵심 인사와 온건파 후투족 지도자들을 처형했으며, 검문소와 바리케이드를 세우고 르완다 민족 식별 카드를 사용해 체계적으로 투치족을 살해했다. 이 세력은 후투족 민간인들에게도 압력을 가하여 칼과 둔기 등의 무기로 무장하도록 했으며, 투치족 이웃들의 재산을 파괴하거나 빼앗고, 그들을 강간하고 폭행하도록 했다. 애국전선은 평화 협정이 깨지자 군사 활동을 재개하여 신속하게 르완다 북부에 대한 통제권을 얻었으며, 7월 중순경에는 수도 키갈리를 손에 넣음으로써 집단학살을 끝냈다.
유엔과 미국, 영국, 벨기에 등의 나라들은 집단학살의 전개 과정에 있어서 르완다 지원단 평화유지군의 군사력과 권한을 강화하는 데에 실패함으로써 집단학살에 실질적으로 대응하지 못했다는 비판을 받았으며, 프랑스 정부는 집단학살이 시작된 후에 후투족 정부를 지원했다는 주장이 제기되어 비판을 받기도 했다.
르완다 집단 살해는 르완다와 주변 국가에 큰 영향을 끼쳤다. 집단학살이 일어나는 동안 자행되었던 수많은 강간은 HIV 감염의 급증으로 이어졌으며, 감염된 여성이 강간으로 인해 HIV에 감염된 아기를 출산하기도 했다. 수많은 고아와 과부가 발생했다. 기간시설의 파괴와 심각한 인구의 감소는 국가 경제를 마비시켰고, 새로 탄생한 정부가 경제 성장과 안정을 이룰 수 있을지는 미지수이다. 르완다 애국전선이 군사적인 승리를 거두고 애국전선 주도의 정부가 출범함에 따라, 많은 후투족은 주변국으로 도망하였다. 특히 자이르(현 콩고 민주 공화국) 동부에서는 르완다 국경 주변 난민 수용소에서 후투족의 genocidaires가 재결집하기 시작했다. 더 이상의 집단학살을 방지하기 위해서, 애국전선 주도의 정부는 군대를 파견해 자이르를 급습했다. 르완다 정부와 콩고 민주 공화국 내의 적대 세력 간의 무장 충돌은 M23 반란 등 고마 지역에서 각 세력의 위임을 받은 사병 조직 간의 충돌을 통해 계속되었다. 여전히 많은 수의 르완다 후투족과 투치족 사람들이 이 지역에서 난민으로 살아가고 있다.
현재 르완다는 집단학살을 기억하기 위해 두 개의 공휴일을 제정하고 있다. 4월 7일은 집단학살 추모일로, 이 날부터 국가 추모 기간이 시작되어 7월 4일로 지정된 해방 기념일에 끝난다. 4월 7일부터 일주일 간은 공식적인 애도 기간으로 지정되어 있다. 르완다 집단학살은 집단학살, 인권범죄, 전쟁범죄 등의 범죄자를 기소할 수 있는 법정인 국제형사재판소가 탄생하는 데에 자극제가 되었다.

## 배경

### 식민지 이전의 왕국과 후투족, 투치족, 트와족의 기원
오늘날의 르완다 지역에 원래 거주했던 종족은 트와족이다. 트와족은 토착 피그미 수렵채집인들로서, 기원전 8000년에서 3000년 사이에 해당 지역에 정착했고 현재까지 르완다에서 살아가고 있다. 기원전 700년에서 기원후 1500년 사이에, 많은 수의 반투인들이 르완다로 이주하면서 농업을 위해 숲을 없애기 시작했다. 역사학자들은 반투인의 이주에 대한 여러 가지 이론을 내놓았다. 한 이론은 처음에 정착한 이들은 후투족이고 투치족이 나중에 이주해 와서 다른 민족 집단을 형성했다는 것이다. 또다른 이론은 이주가 인접한 지역에서 느리고 점진적으로 진행되었으며, 새롭게 이주해온 사람들은 원주민과 유전적으로 크게 다르지 않았다고 주장한다. 이 이론에 따르면, 이주는 기존의 사회를 정복하기보다는 기존 사회에 통합되는 방향으로 이루어졌으며, 후투족과 투치족의 구별은 나중에 발생한 것이다. 이 구별은 민족적이라기보다는 주로 계급적인 것으로서, 투치족은 가축을 치는 유목 계급을, 후투족은 농사를 짓는 농경 계급을 형성했다고 본다. '투치'(Tutsi)라는 단어는 원래 '가축이 많은 사람'을 표현하는 단어였으며, 나중에는 엘리트 집단 전체를 가리키는 말로 발전하였다는 점은 주목할 만하다. 르완다의 후투족, 투치족, 그리고 트와족은 같은 언어를 사용하며, 바냐르완다라는 이름으로 통칭된다.
이러한 사람들은 함께 여러 개의 씨족(ubwoko)을 형성했으며, 이후 1700년경까지 약 8개의 왕국을 형성했다. 그중 투치족의 은이기냐 씨족이 다스렸던 르완다 왕국이 18세기 중반부터 점차 강해지기 시작하여 정복과 흡수를 통해 세력을 확장해 나갔고, 키겔리 르와부기리 왕 때 전성기를 맞았다. 르와부기리는 왕국을 서쪽과 북쪽으로 확장하고 행정 개혁을 실시했다. 행정 개혁에는 우부하케와 우부레트와라고 불리는 조치들도 포함되었는데, 우부하케는 투치족 사람들이 가축을 제공하면 그 대가로 후투족 사람이나 투치족 사람으로부터 경제적 혹은 군사적 서비스를 받을 수 있도록 한 것이었고, 우부레트와는 후투족 사람들이 투치족 사람을 위해 일을 하도록 강제하는 부역 제도였다. 르와부기리의 이러한 개혁은 후투족과 투치족 사이의 사회경제적인 분열을 심화시켰다.

### 식민지 시대
1884년의 베를린 회의에 의해 르완다의 영토는 독일에 할당되었으며, 르완다 군주정에 의한 통치 정책이 시작되었다. 이러한 시스템을 통해서 유럽 국가들은 작은 규모의 군대를 통해서 식민지를 통제할 수 있었다. 유럽의 식민 지배자들은 투치족이 에티오피아에서 르완다로 이주한 사람들이며, 그렇기 때문에 후투보다 더 백인에 가깝고 인종적으로 우월하여 식민지를 관리하는 데에 더 적합하다고 믿었다. 무싱가 5세는 이러한 독일인들을 이용하여 자신의 통치를 강화했다. 르완다와 부룬디는 제1차 세계 대전 도중에 벨기에의 손에 들어갔으며, 1919년 위임통치령에 의해 정식으로 벨기에의 지배 하에 놓이게 되었다.
벨기에는 처음에는 독일과 같이 르완다의 군주정을 통한 통치 정책을 폈으나, 1926년에는 벨기에령 콩고에서 사용한 시스템과 비슷한 더 직접적인 식민통치 정책을 도입했다. 그들은 족장의 수를 줄이고 족장을 투치족에게 집중시킴으로써 족장 시스템을 단순화시켰고, 우부레트와의 규모와 범위를 확대했다. 또한 투치족 족장들에 의한 토지 개혁 과정을 감독했는데, 이 개혁 과정에서 전통적으로 후투족이 관리하던 목축지가 최소한의 보상만 이루어진 채 몰수되었다. 1930년대에 벨기에인들은 대규모의 프로젝트를 교육, 보건, 공공 사업, 농업 감독의 영역에서 시작했다. 이를 통해서 국가는 더 근대화되었지만 투치족의 우위는 계속되었으며, 후투족은 많은 권리를 박탈당하고 큰 규모의 강제 노동에 시달려야 했다. 1935년에 벨기에는 각 사람을 투치족, 후투족, 트와족, 귀화한 외국인으로 식별하는 식별 카드를 도입했다. 이전에는 부유한 후투족이 명예 투치족이 될 수 있었으나, 이러한 식별 카드의 도입으로 인해 더 이상의 계급 이동은 불가능하게 되었다. 또한 벨기에가 가톨릭 교회의 현지 성직자들에게 많이 의존함에 따라서 르완다에서의 가톨릭 교회의 중요성은 계속하여 증가했고, 이에 따라 많은 르완다인들이 사회적인 이득을 얻기 위해서 가톨릭 신자가 되었다.

### 르완다 혁명과 독립 이후의 투치족과 후투족의 관계
제2차 세계 대전 이후, 르완다에서는 두 세계 대전 동안 일어난 사회 개혁에 대한 분노와 가톨릭 교회 내에서의 후투족에 대한 동정심에 영향을 받아 후투족 해방 운동이 성장하기 시작했다. 가톨릭 선교사들은 투치족 엘리트보다는 후투족 하층민의 힘이 되어야 할 책임을 느끼고, 상당한 수의 후투족 성직자와 교육받은 엘리트들을 배출하여 기존의 정치 질서에 대한 대항 세력을 형성했다. 투치족의 지배 계급은 성장하는 후투족의 영향력을 의식하고, 자신들 나름의 즉각적인 독립을 요구하기 시작했다. 1957년에 한 후투족 학자들의 그룹은 "바후투 선언"을 작성했는데, 이 문서는 처음으로 투치족과 후투족을 별개의 인종으로 명시했으며, 그들이 "통계적 법률"이라고 명명한 것을 기초로 하여 투치족에게서 후투족에게로 권력을 이양해야 한다고 주장했다.
1959년 11월 1일, 후투족의 부족장이었던 도미니크 음보뉴무트와가 키갈리에서 친(親)투치 정당의 지지자들에 의해 공격을 당했다. 음보뉴무트와는 살아남았지만, 그가 살해당했다는 소문이 퍼지기 시작했다. 후투족 운동가들은 지도층과 일반 시민들을 불문하고 투치족을 죽임으로써 이에 대응했다. 이로써 르완다 혁명이 시작되게 되었다. 투치족 또한 나름의 공격을 시작함으로써 후투족의 공격에 대응했으나, 이때 투치족의 지배를 전복하고 싶었던 벨기에는 후투족을 전폭적으로 지원하고 있었다. 1960년대 초반에 벨기에는 투치족이 차지했던 족장 자리 대부분에 후투족을 임명했으며, 중간년도 코뮌 선거를 치러 압도적인 후투족의 승리를 가져왔다. 왕은 폐위되었고, 후투족 주도의 공화정이 설립되었으며, 1962년 르완다는 독립을 맞았다.
혁명이 진행됨에 따라 투치족은 후투족의 숙청을 피해 르완다를 떠나서 부룬디, 우간다, 탄자니아, 자이르 등의 주변 국가들에 정착하기 시작했다. 이 망명자들은 정착지에서 난민으로 분류되어 르완다로 돌아갈 것을 요구받았다. 그들은 바퀴벌레라는 뜻의 인벤지(invenzi)라는 무장 단체를 형성하여 르완다에 공격을 가했으나, 공격은 대체로 실패로 돌아갔고 오히려 투치족과 망명자들에 대한 보복을 낳았다. 1964년까지, 30만 명 이상의 투치족이 도망하였으며 이후 30년 동안 망명자의 신분으로 살아가야 했다. 1973년 하브자리마나가 정권을 획득한 쿠데타 이후 투치족에 대한 무분별한 폭력은 감소하였지만, 르완다 내에서 투치족에 대한 차별은 계속되었다.
르완다의 인구 밀도는 1평방킬로미터 당 408명으로 아프리카에서 최고 수준이다. 르완다의 인구는 1934년 160만 명에서 1989년 710만 명으로 증가하였으며, 이에 따라 토지 소유에 경쟁이 생기게 되었다. 제라르 프루니에 같은 역사학자들은 1994년의 집단학살은 어느 정도 높은 인구 밀도의 영향을 받았다고 여긴다.

### 르완다 내전

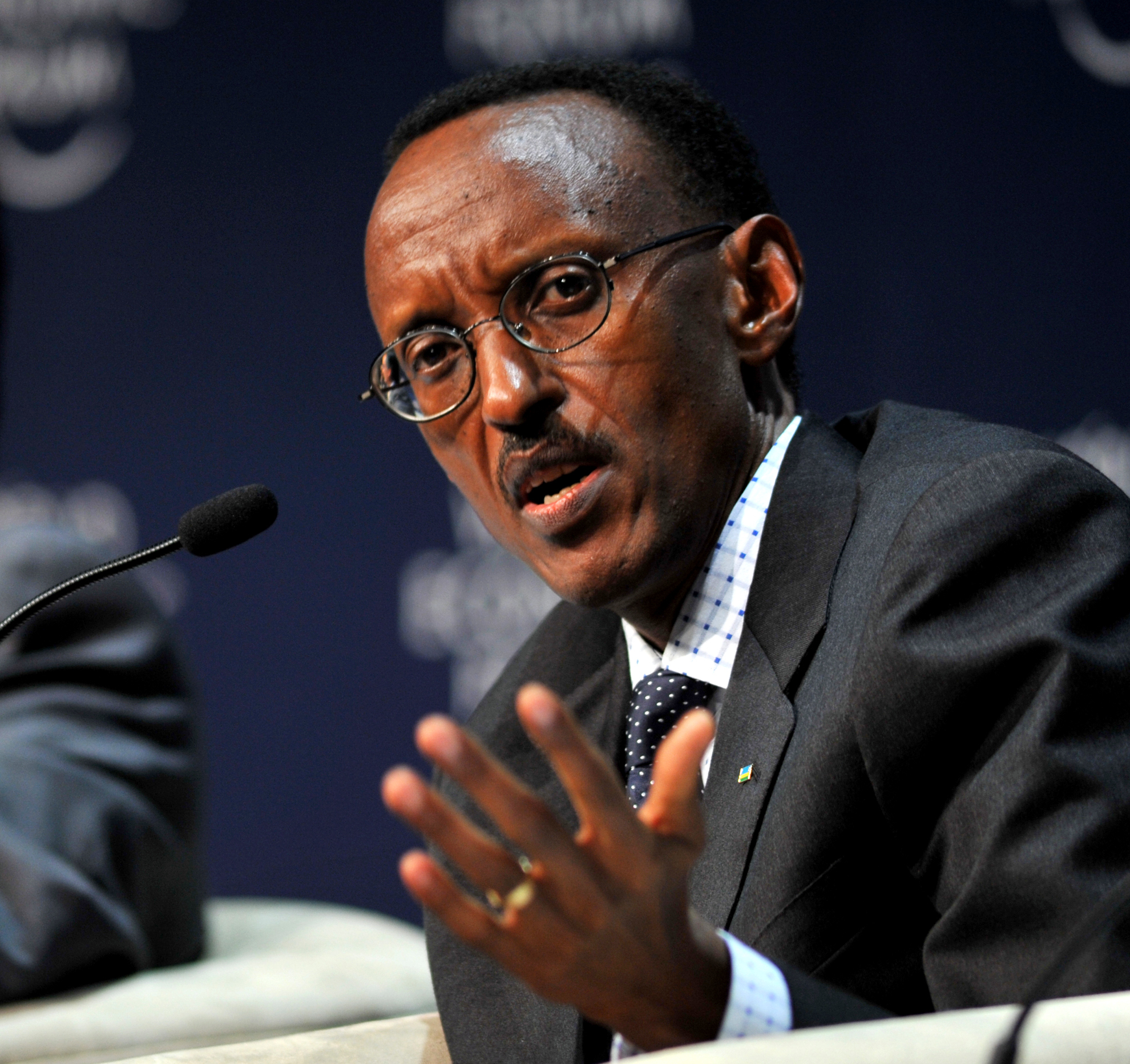
르완다 내전의 대부분의 기간 동안 르완다 애국전선의 지휘를 맡았던 폴 카가메

1980년대에 우간다에 있는 르완다 난민들은 프레드 르위게마의 지도 하에, 요웨리 무세베니가 밀턴 오보테 정권을 전복시킨 우간다 내전에서 반란군인 민족 저항군과 싸웠다. 이 병사들은 무세베니의 대통령 취임 후에도 우간다 국군에 남았으나, 동시에 군대의 간부들과의 은밀한 네트워크를 통해 르완다 침공을 계획하기 시작했다. 1990년 10월에 르위게마는 4천 명이 넘는 우간다 반군을 이끌고 르완다 애국전선이라는 이름을 기치로 르완다로 60km를 진군했다. 그러나 르위게마는 공격을 감행한 지 3일째에 전사했으며, 프랑스와 자이르가 르완다군을 지원하여 군대를 파견함으로써 반란군은 격퇴되었다. 르위게마를 보좌하던 폴 카가메는 애국전선의 지휘를 맡아, 우간다를 거쳐 르완다 북부의 바위 지형인 비룽가 산맥으로 작전상 후퇴를 했다. 그곳에서 그는 군대를 정비하고, 투치족 디아스포라로부터 자금 조달과 신병 모집을 진행했다.
카가메는 1991년 1월, 루헹게리 북부의 마을을 급습함으로써 전쟁을 재개했다. 애국전선은 마을을 점령하고, 하루 뒤에 숲으로 후퇴했다. 그 후로 애국전선은 치고 빠지는 식의 게릴라전을 계속하여 국경지의 몇몇 지역을 손에 넣었으나, 르완다군을 상대로 의미 있는 승리를 거두지는 못하였다. 1992년 6월 키갈리에서 여러 정당의 연정이 만들어지면서, 애국전선은 휴전을 선언하고 탄자니아 아루샤에서 르완다 정부와 협상을 시작했다. 1993년 초에 어떤 극단주의 후투족 사람들이 투치족에 대한 대규모의 폭력 사태를 일으켰다. 애국전선은 이에 평화 협상을 중단하고 공격에 나서 르완다 북부의 넓은 지역을 점령했다. 그 후 평화 협상은 아루샤에서 재개되어 아루샤 합의가 도출되었고, 1993년 8월에 최종적으로 서명되었다. 이 합의에 따라 애국전선은 광역 과도 정부와 국군에서 직을 갖게 되었다. 평화유지군인 유엔 르완다 지원단이 르완다에 파견되었으며, 애국전선은 키갈리에 있는 국회 건물에 광역 과도 정부 설립 과정에 사용할 본부를 가지게 되었다.

## 학살 준비
르완다 내의 투치족에 대한 학살 준비는 정부 차원에서 준비가 되어 있었다. 학살 개시 당시 이미 르완다 내에서는 3만여명이 AK-47과 수류탄 등으로 무장되어 있었고 비무장 후투족도 간단한 서류 작성 후에 이 무기들을 공급 받았다.
당시 국무총리였던 장 캄반다는 르완다 국제 전범 재판소에서 당시 정부 각료회의에서도 투치족 말살론이 공공연히 논의되었고 한 각료는 "개인적으로도 투치족들을 말살시키는 데 찬성한다. 투치족이 없다면 르완다가 현재 가지고 있는 모든 문제들이 없어질 것이다."라고 주장을 했었다고 증언했다. 재판 당시 지방 정부 차원에서도 시장들과 경찰관들이 집단 학살에 대해 논의하고 또 그것을 이행했다는 사실이 밝혀졌다.

## 로마 가톨릭 교회의 역할

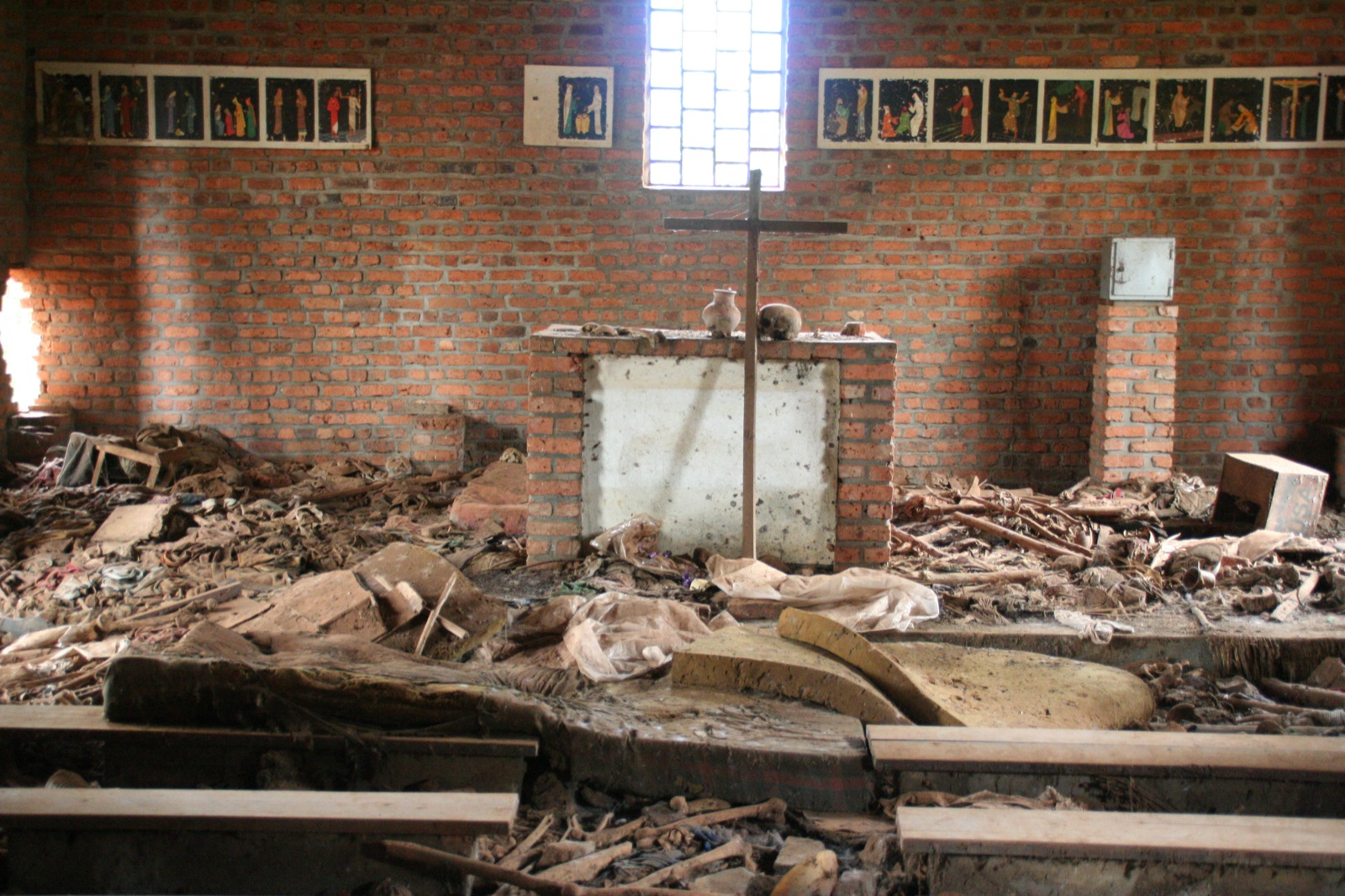
5000여명이 살해당한 응토라마 성당[Ntrama Church] 지금은 응토라마학살기념관이 되었다. 이곳에서 투치족 피난민이 수류탄과 만도[山刀, 마세토, 마체 테]와 총이나 산 채로 불에 학살당했다. 이 성당에는 지금도 담요와 아이의 신발과 희생자의 유골의 일부가 흩어져 있고 제단에는 두개골이 남아 있다.

르완다는 1994년까지 아프리카에서 최대 로마가톨릭교회 국가로서 인구 68%가 가톨릭 교도였고 18%는 개신교도였으며, 약 1%가 무슬림이었다.
르완다에서 투치족과 후투족의 대립 형성에는 가톨릭교회가 큰 역할을 했다.
19세기 말부터 제1ㆍ2차 세계대전 당시의 식민지 시대에, 가톨릭교회는 투치족을 우대하면서 식민지 행정 엘리트로서 육성해 종족 간 갈등을 식민 통치의 수단으로 삼았다.
벨기에 식민 정부는 가톨릭 교회가 세운 학교를 이용해 투치족의 추장들의 자녀를 엘리트가 되게끔 교육하면서 투치족을 우대하였다.
특히 가톨릭교회는 투치족이야말로 후투족보다 훨씬 우월하다는 '하미틱 신화[Hamitic hypothesis]'를 주장하며, 양 부족의 인종 갈등을 촉진하였다.
한편 이 투치족에게 핍박당하던 후투족은 다른 한편으로 "가톨릭"을 이용해 의식화 운동을 전개하였다.
1957년 후투 사회운동을 이끌었던 카이반다(Kayibanda)는 독실한 가톨릭 교도로서 가톨릭 교회가 소유한 신문사 Kinyamateka의 편집장을 역임하기도 했는데 그자는 후투와 투치의 갈등인 인종 간의 갈등이라고 규정하고 외국인인 투치의 침입을 물리치고자 후투가 단결해야 한다고 주장해댔다. 그자는 신문 편집인의 신분을 십분 발휘해 키냐르완다어로 후투 의식화를 부추겼다. 후투 의식화는 네거티브 전략을 이용해 성취되었고 카이반다는 이 운동을 고취하게 하고자 투치족을 공격할 것을 부추겼다.
가톨릭 교회는 1950년대 후반 이후부터 후투족에 가세하고 가톨릭 교회의 많은 성직자가 학살에 협조했다.
르완다 학살에 협조 한 일반 주민의 대부분이 '투치족 학살은 하느님의 뜻에 따라서 한 것이다'고 여겼고 정부 조사 결과 가톨릭 교회 역시 학살에 직접 가담한 것으로 밝혀졌다.
학살이 종결된 후 르완다 국제 전범 법정에서는 대학살에 관여한 사제 아타나제 세롬바[Athanase Seromba], 에마누엘 루쿤도[Emmanuel Rukundo] 등이 고발되어 유죄로 판결받았다. 당시 교황이었던 요한 바오로 2세는 가톨릭 교회의 대량 학살 책임을 부인했고 르완다 내 가톨릭 교회의 당시 학살에 연관된 성직자 등 관계자들은 개별로 죄를 저지른 것이라면서 그동안 공식으로 사과하지 않았었다.

## 바티칸의 입장
르완다에서 학살이 일어난 이후 교황청은 촘촘한 조직망을 이용해 학살 가담자들을 유럽으로 도피시켰다. 학살의 전범들은 바티칸의 국제자선단체기구인 카리타스 인터내셔널의 도움을 받아 유럽행 비행기표를 제공받아 유럽으로 탈출하였고, 학살에 참가한 신부들은 벨기에나 프랑스 교구로 파견하였고 주교들은 이러한 사실을 부인하였다.또한 르완다 학살을 '민족 말살'이란 표현 대신에 '골육상쟁'이란 표현으로 불러야 한다고 주장하였다. 3개월이란 짧은 시간에 최대 300만명의 사람들이 죽어가는 동안 바티칸에서는 침묵으로 일관했다. 프랑스의 미테랑 대통령의 지시로 시행된 학살 사건 진상조사가 발표된 뒤에도 침묵으로 일관하던 교황 요한 바오로 2세는 1998년 4월 23일 침묵을 깨고 르완다 공화국의 대통령에게 편지를 보냈는데 그 편지에는 어떠한 유감이나 사과의 내용이 담겨있지 않았고, 다만 후투족 학살자들의 사형을 연기해 달라고 요청하였다.
그러다 2017년 3월 20일 프란치스코 교황은 바티칸 사도궁에서 폴 카가메 르완다 대통령을 만나 르완다에서 벌어진 대학살 때 가톨릭 교회와 교회 구성원들이 저지른 죄와 잘못에 대해 사죄했다.

## 같이 보기
- 집단살해죄
- 가차차 재판
- 키베호의 성모